# The Many Shades of Blue
The Many Shades of Blue è un album di Blue Mitchell, pubblicato dalla Mainstream Records nel 1974. Il disco fu registrato nello stesso anno a New York City, New York (Stati Uniti).

## Tracce
Brani composti da David Matthews
Lato A
1. Where It's At – 3:30
2. Harmony of the Underworld – 5:50
3. Funky Walk – 4:36
4. Blue Funk – 4:37

Lato B
1. Golden Feathered Bird – 4:04
2. Beans & Taters – 4:25
3. Funny Bone – 3:37
4. Hot Stuff – 3:55

## Musicisti
- Blue Mitchell - tromba
- Jim Bossy - tromba
- Jon Faddis - tromba
- Irving Marky Markowitz - tromba
- Joe Farrell - flauto, sassofono tenore
- Seldon Powell - sassofono tenore, sassofono baritono
- Frank Vicari - sassofono tenore
- Joe Beck - chitarra, chitarra acustica
- John Tropea - chitarra, chitarra acustica
- Sam Brown - chitarra acustica
- Wilbur Bascomb, Jr. - basso elettrico fender
- Michael Moore - basso elettrico fender
- Jimmy Madison - batteria
- Dave Matthews - conduttore musicale, arrangiamenti, compositore[1]